# Richard Bromberg
Richard Louis Jean Bromberg (Den Haag, 18 februari 1927 - Roosendaal, 5 april 2014) was een Nederlandse neerlandicus die onder andere leraar Nederlands van de auteur Frans Kellendonk was. 
Als katholieke joodse jongen werd hij drie maal naar een concentratiekamp gebracht – Duitsers pakten na protesten van de katholieke kerk tegen jodenvervolgingen katholiek geworden joodse families als die van Bromberg en Loeb in Roermond op, maar twee keer lukte het de familie om weer naar huis te mogen gaan. Daarbij beloofde hij zichzelf en anderen ‘in te treden’ als hij de verschrikking zou overleven.
Hjj overleefde, trad in bij de dominicanen, studeerde Nederlands, promoveerde en schreef enkele artikelen (o.a. over Mariken van Nieumeghen), maar hij was vooral en langdurig leraar Nederlands aan het Dominicus College te Nijmegen. Enkele jaren gaf hij ook les aan de lerarenopleiding Gelderse Leergangen.
Hij was onder meer de leraar Nederlands van Frans Kellendonk en regisseerde schooltoneel, waarin Kellendonk ‘speelde’.
Na zijn pensionering verhuisde hij naar Roosendaal en trad hij uit.

## Over Richard Bromberg
- Peter Altena: 'Levensbericht Richard Louis Jean Bromberg'. In: Jaarboek Maatschappij Nederlandse Letterkunde 2018-2019, pag. 51-61